# Futbol'nyj Klub Kryvbas 2011-2012
Questa voce raccoglie le informazioni riguardanti il Futbol'nyj Klub Kryvbas nelle competizioni ufficiali della stagione 2011-2012.

## Rosa
| N. |                      | Ruolo | Calciatore         |
| -- | -------------------- | ----- | ------------------ |
| 1  | Ucraina (bandiera)   | P     | Andriy Fedorenko   |
| 3  | Ucraina (bandiera)   | D     | Vyacheslav Serdyuk |
| 5  | Ucraina (bandiera)   | C     | Kyrylo Petrov      |
| 7  | Ucraina (bandiera)   | C     | Valeriy Fedorchuk  |
| 8  | Russia (bandiera)    | A     | Sergei Samodin     |
| 9  | Rep. Ceca (bandiera) | A     | Jiří Jeslínek      |
| 10 | Ucraina (bandiera)   | C     | Ruslan Kostyshyn   |
| 11 | Croazia (bandiera)   | C     | Mladen Bartulović  |
| 14 | Ucraina (bandiera)   | D     | Denys Vasil'jev    |
| 17 | Nigeria (bandiera)   | C     | Michel Babatunde   |
| 18 | Ucraina (bandiera)   | A     | Jurij Habovda      |
| 19 | Ucraina (bandiera)   | C     | Vitalij Hoškoderja |
| 20 | Georgia (bandiera)   | C     | Jaba K'ank'ava     |
| 22 | Ucraina (bandiera)   | C     | Valeriy Kutsenko   |
| 23 | Georgia (bandiera)   | D     | Ucha Lobjanidze    |

| N. |                     | Ruolo | Calciatore            |
| -- | ------------------- | ----- | --------------------- |
| 25 | Ucraina (bandiera)  | D     | Oleksandr Zhdanov     |
| 27 | Ucraina (bandiera)  | D     | Anatoliy Kitsuta      |
| 28 | Slovenia (bandiera) | C     | Darijan Matič         |
| 33 | Ucraina (bandiera)  | C     | Serhij Danylovs'kyj   |
| 39 | Ucraina (bandiera)  | A     | Volodymyr Lysenko     |
| 41 | Ucraina (bandiera)  | D     | Jevhen Baryshnikov    |
| 44 | Ucraina (bandiera)  | D     | Vitalij Lysyc'kyj     |
| 55 | Ucraina (bandiera)  | P     | Artem Shtanko         |
| 59 | Ucraina (bandiera)  | A     | Serhiy Motuz          |
| 71 | Ucraina (bandiera)  | P     | Denys Boyko           |
| 77 | Ucraina (bandiera)  | A     | Oleksandr Ivashchenko |
| 88 | Ucraina (bandiera)  | C     | Rinar Valeyev         |
| 69 | Ucraina (bandiera)  | A     | Oleksij Antonov       |
| 89 | Ucraina (bandiera)  | C     | Jaroslav Zakharevych  |
| 94 | Ucraina (bandiera)  | D     | Denys Miroshnichenko  |